# Hassan Arsanjani

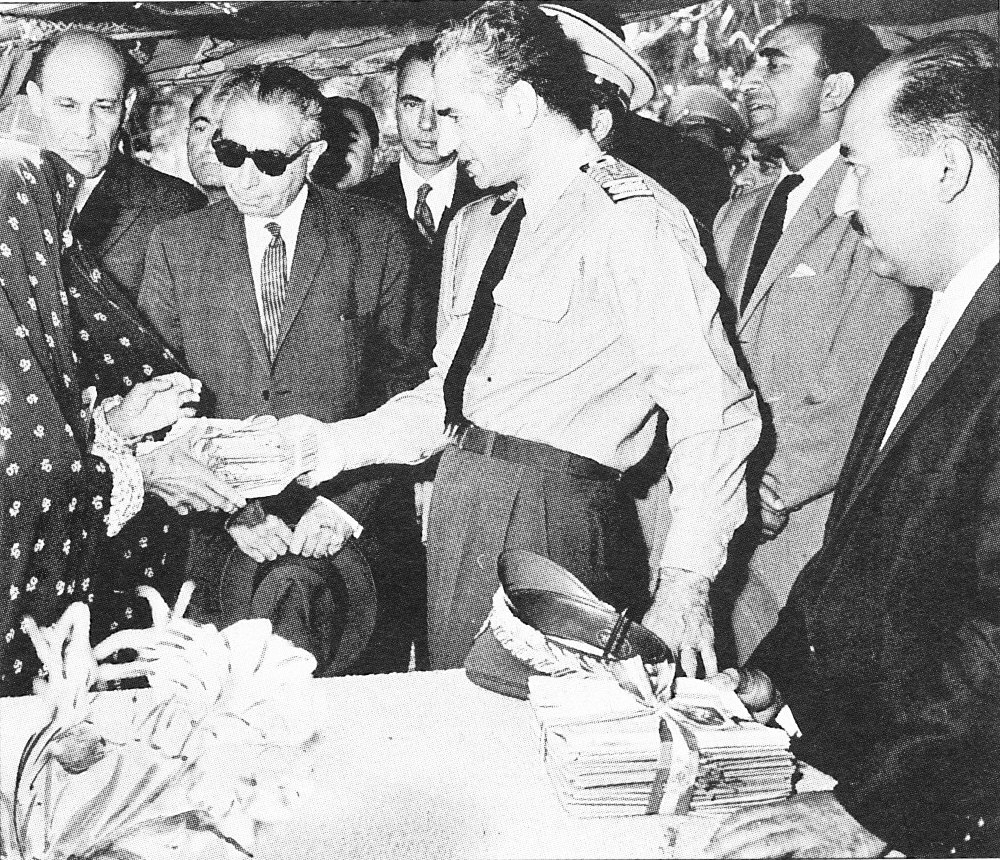
Schah Mohammad Reza Pahlavi (Mitte), Premierminister Ali Amini (links) und Landwirtschaftsminister Hassan Arsanjani (ganz rechts) bei der Verteilung von Landbesitzurkunden in Kermanshah, 1961

Hassan Arsanǰānī (anhörenⓘ; persisch حسن ارسنجانی Hasan Arsandschani; * August 1923 in Teheran; † Juni 1969 in Teheran) war ein iranischer Rechtsanwalt, Journalist und Landwirtschaftsminister im Kabinett der Premierminister Ali Amini und Asadollah Alam. Arsanjani gilt als Architekt der Landreform, einem der zentralen Reformprojekte der Weißen Revolution von Schah Mohammad Reza Pahlavi. 

## Leben

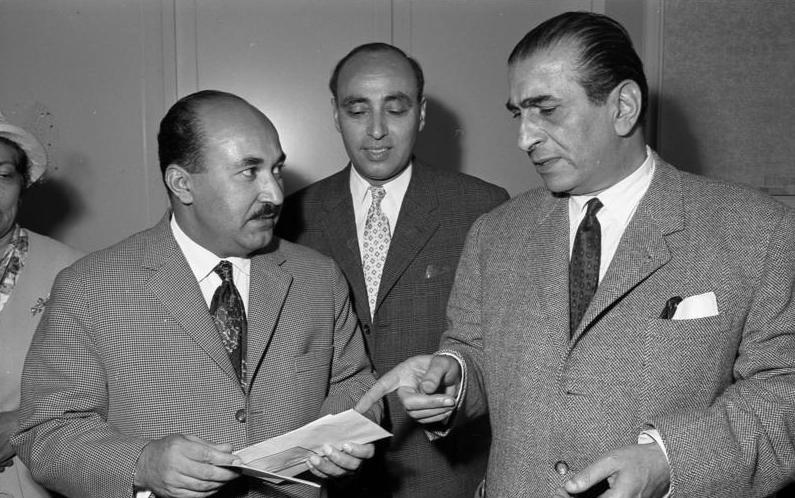
Hassan Arsanjani bei einer Presse-Konferenz in Bonn, 1961

Hassan wurde im August 1923 in Teheran geboren. Seine Mutter Hajar kam aus einer religiösen Familie und sein Vater Mohammad Hossein war ein Geistlicher und Bauer aus der Stadt Arsanjan. Sein Vater starb als Hossein sechs Jahre alt war. Seine Mutter ernährte ihre Familie mit Näharbeiten und erhielt etwas finanzielle Unterstützung durch ihren Vater, der einen kleinen Hof und einen Laden in einem Dorf in der Nähe Teherans besaß. Auf diese Weise lernte Hassan früh das ärmliche Leben der Landbevölkerung kennen, die in dieser Zeit ungefähr 90 % der Bevölkerung Irans ausmachte. 
Hassan ging in eine der auf Anordnung von Reza Schah Pahlavi neu entstandenen Pahlavi-Grundschulen, die die religiös ausgerichteten Schulen der Geistlichkeit nach und nach ersetzten. Hassan wurde Mitglied der Pfadfinder und lernte Französisch. Mit 17 Jahren übersetzte er Montesquieus Persische Briefe ins Persische. 
Nach dem Gymnasium studierte er Rechtswissenschaften an der Universität Teheran. Neben seinem Studium arbeitete er als Journalist. Mit 22 Jahren gründete er mit Daria seine eigene Zeitschrift. 
Nach Abschluss seines Studiums eröffnete er eine wirtschaftlich sehr erfolgreiche Anwaltskanzlei. 1945 gründete er eine eigene Partei, die Freiheitspartei, die er allerdings bald wegen mangelnden politischen Erfolges wieder aufgab. Stattdessen wurde Arsanjani Mitglied in der von Ahmad Qavam neu gegründeten Demokratischen Partei. Arsanjani kandidierte fürs Parlament und wurde auch gewählt. Da er aber in seinem Wahlkreis Lāhidschān nie gewohnt hatte, wurde ihm sein Abgeordnetenmandat aberkannt. Arsanjani übernahm den Posten des Chefredakteurs des Parteiorgans der Demokratischen Partei Demokrāt-e Īrān für zwei Jahre, arbeitete später aber wieder als Anwalt in seiner Kanzlei. 
Nach dem Rücktritt Mohammad Mossadeghs als Premierminister Mitte Juli 1951 wurde Arsanjani von Premierminister Ahmad Qavam zum stellvertretenden Premierminister berufen. Bereits nach sechs Tagen musste Qavam wegen anhaltender Proteste zurücktreten. Damit war auch die politische Karriere Arsanjanis zunächst beendet. Gerade mal 30 Jahre alt beschloss Arsanjani, an die Universität zurückzukehren und zu promovieren. 1955 freundete sich Arsanjani mit General Valiollah Gharani, dem damaligen Chef des militärischen Geheimdienstes an, der einen Staatsstreich plante. Mit dem Staatsstreich sollte Ali Amini zum Premierminister gemacht werden. Der 1958 erfolgte Staatsstreich schlug fehl und Arsanjani landete für einige Wochen im Gefängnis. Drei Jahre später wurde Ali Amini offiziell von Schah Mohammad Reza Pahlavi zum Premierminister ernannt und Arsanjani wurde Landwirtschaftsminister. Der Schah wollte die lang anstehende Landreform im Rahmen der Weißen Revolution durchsetzen, mit der die Großgrundbesitzer gegen Entschädigung enteignet und das Land dann an Bauern verteilt werden sollte. Arsanjani sollte die Planung für dieses politisch mehrfach gescheiterte Reformvorhaben übernehmen und die entsprechenden Gesetze ins Parlament einbringen. Nach der Zustimmung des Parlaments sollte Arsanjani die Landreform dann auch praktisch umsetzen. 
Großgrundbesitzer und die Geistlichkeit, die selbst oder über religiöse Stiftungen erheblichen Grundbesitz besaßen und wirtschaftlich von dem feudalen Pachtsystem profitierten, wollten diese Reform unter allen Umständen verhindern. Im Parlament kam es zu heftigen Diskussionen, so dass der Schah am Ende die Lösung in einer Volksabstimmung für sein Reformprogramm sah. Am 26. Januar 1963 stimmte eine überwältigende Mehrheit der Bevölkerung für das Reformprogramm, was die politischen Auseinandersetzungen aber nicht stoppte. So  kam es am 5. Juni 1963 zu bislang nie dagewesenen Unruhen, die von einem damals weitgehend unbekannter Scheich mit Namen Ruhollah Chomeini angeführt wurden und die als die Unruhen vom 15. Chordad in die iranische Geschichte eingehen sollten. Amini war zwar von seinem Amt als Premierminister zurückgetreten, doch der neue Premierminister Asadollah Alam ließ Chomeini verhaften und wollte ihm den Prozess machen. Arsanjani blieb auch im Kabinett Alam Landwirtschaftsminister und mit der Rückendeckung des Schahs konnte die Landreform durchgeführt werden. Arsanjani war auf dem Höhepunkt seiner politischen Karriere angekommen. 
Im Rahmen der Landreform wurden in Zusammenarbeit mit landwirtschaftlichen Beratern aus Israel Genossenschaften und Kooperativen gegründet. Arsanjani stand in engem Kontakt zum israelischen Vertreter im Iran und reiste auch mehrmals nach Israel, um die dortigen landwirtschaftlichen Methoden besser kennenzulernen. Er ließ Tausende von Bauern in Bussen zu Versammlungen transportieren, in denen er die alten Feudalstrukturen kritisierte und so die Bauern von der Landreform überzeugte. Am Ende wurde ihm die große Popularität, die er durch seine Reden bei den Bauern erlangt hatte, zum Verhängnis. Der Schah ließ Asanjani als Landwirtschaftsminister ablösen und ernannte ihn zum Botschafter in Italien. 
Arsanjani, der sich als zukünftiger Premierminister sah, wollte sich politisch nicht ins Abseits drängen lassen und gab der internationalen Presse in Rom mehrere Interviews, in denen er sich kritisch über den neuen Premierminister Hassan Ali Mansur äußerte. Mansur ließ Arsanjani als Botschafter ablösen. Seine politische Karriere war damit zu Ende. Hassan Arsanjani arbeitete wieder als freier Rechtsanwalt und sollte bald zu den bestbezahlten Anwälten Teherans zählen. 
Hassan Arsanjani verstarb plötzlich im Juni 1969 nach einer ausladenden Feier in seinem Haus an Herzversagen mit siebenundvierzig Jahren. Sein Tod gab Anlass zu wilden Spekulationen, da sein Bruder an einem Glas im Hause Arsanjanis Gift gefunden haben wollte. Arsanjanis Freunde verwiesen jedoch auf die anhaltenden Herzprobleme, die dem Infarkt vorausgegangen waren. 
Hassan Arsanjani war mit der zwanzig Jahre jüngeren Maryam Daftari, einer Verwandten des ehemaligen Premierministers Ahmad Matin-Daftari, verheiratet. Aus der Ehe ging ein Sohn hervor. Zwischen der jugendlichen Ehefrau und der Familie des Verstorbenen kam es zu heftigen Streitereien über die Aufteilung des nicht unbeträchtlichen Vermögens, die von den Gerichten alle zu Gunsten seiner Frau entscheiden wurden.